# المنصورية (الجيزة)
قرية المنصورية هي إحدى القرى التابعة لمركز منشأة القناطر في محافظة الجيزة في جمهورية مصر العربية. حسب إحصاءات سنة 2006، بلغ إجمالي السكان في المنصورية 40107 نسمة، منهم 20673 رجل و19434 امرأة.

## التاريخ
قرية المنصورية من القرى القديمة، حيث ذكرها ابن الجيعان في التحفة السنية ضمن أعمال الجيزية، وقال أنها من توابع ذات الكوم.